# Kōno Bairei
Kōno Bairei (幸野 楳嶺?; Kyoto, 3 marzo 1844 – 20 febbraio 1895) è stato un pittore e illustratore giapponese, attivo nel periodo Meiji. È noto per i suoi dipinti e soprattutto per le stampe silografiche a soggetto Kachō-e (fiori e uccelli).

## Biografia
Nato a Kyoto, il suo cognome all'anagrafe era Yasuda. Kōno era il suo pseudonimo artistico.
La sua formazione artistica inizia fin da bambino: nel 1852 studia alla bottega di Nakajima Raisho, pittore della Scuola Maruyama e alla morte di questi studia presso il pittore Shiokawa Bunrin (1808-77), artista della Scuola Shijo.Quindi la sua formazione è essenzialmente orientata alla pittura classica e tradizionale del Giappone.
Molto attivo anche nella promozione della pittura e nell'insegnamento delle tecniche artistiche, nel 1878 collabora alla fondazione della scuola prefetturale di pittura di Kyoto, che pone le basi di quella che diventerà l'Università delle arti di Kyoto; per divergenze lascia presto l'insegnamento in questa scuola per istituire una propria scuola di pittura. Tra i suoi allievi più famosi ebbe: Kikuchi Hōbun, Kawai Gyokudō, Shōen Uemura e Takeuchi Seihō. 
Negli anni 90 con Kubota Beisen fonda l'Associazione artistica di Kyoto e una delle prime riviste cittadine dedicate all'arte, nonché una mostra dedicata all'arte.
Nel 1893 viene nominato artista della Casa imperiale e l'anno seguente gli viene commissionata la realizzazione di pitture murali al tempio Higashi-hongan-ji di Tokyo.
Muore nel 1895.

## Temi e stile
Lo stile di Bairei è molto legato alla tradizione classica, in particolare alla Scuola Shijo di cui è considerato l'ultimo rappresentante in un periodo di transizione e di rinnovamento a seguito di scambi e influssi con l'arte occidentale. 
La fonte di ispirazione è la natura che riproduce sia in acquarello sia a stampa xilografica.  Altri soggetti derivano dalla religione.

## Opere in serie
Nel corso della sua attività artistica, si dedica anche alla silografia, che pratica inizialmente solo come attività collaterale essendosi formato come pittore; ma ben presto, anche su stimolo dell'editore Okura Magobei che gli commissiona diversi volumi illustrati, la silografia diventa centrale nella sua attività. 
In ambito silografico realizza stampe singole e stampe in serie, spesso commercializzate in volume.
Grazie alle stampe che vengono commercializzate anche all'estero, Bairei acquisisce una certa notorietà in occidente. 
- Bairei Hyakuchō Gafu (Album di Bairei dei 100 uccelli), pubblicato in 3 volumi nel 1881[4][5][6]. La raccolta ritrae uccelli selvatici del Giappone e uccelli esotici. Nonostante l'impiego di una limitata gamma di colori, spesso solamente nero, grigio e paglierino secondo il gusto del periodo Meiji, le illustrazioni degli uccelli risultano efficaci grazie alla capacità di resa tridimensionale, e all'abilità nel ritrarli in una varietà di pose in contesto di piante e fiori che accentua il tratto realistico, tratto di derivazione dallo studio dell'arte occidentale[7]. La riproduzione di ciascuna silografia necessitava dell'incisione di 6 o anche 7 matrici di stampa.[2]

- Bairei Kachō gafu (Album di Bairei di Fiori e uccelli) nel quale ritrae fiori e uccelli nelle quattro stagioni; fu pubblicato nel 1883 e successivamente ripubblicato postumo nel 1899.

- Inaka no tsuki[8] fu pubblicato nel 1889; il volume presenta, su doppia pagina, una più ampia varietà di animali; oltre ai volatili, suo soggetto preferito, sono riprodotti felini, pesci, topi, insetti e volpi[9].

- Bairei Gakan (Specchio di Bairei) ampia raccolta di illustrazioni, che intende essere esaustiva delle stampe di Bairei, fu pubblicata postuma a partire dal 1903.